# Álbum biográfico
Álbum biográfico es una obra de Ángel Fernández de los Ríos, publicada por primera vez en 1848.

## Descripción
La obra, que lleva el subtítulo de «museo universal de retratos y noticias de las celebridades actuales de todos los países en las ciencias, la política, las letras, las artes, la industria, las armas, etc.», está adornada con grabados dibujados por diversos artistas de toda Europa, abiertos luego en Madrid por grabadores españoles. El periodista y escritor madrileño Ángel Fernández de los Ríos recoge apuntes biográficos de decenas de figuras de relevancia histórica, desde Jaime Balmes y Richard Cobden hasta Robert Blum y Carlos Luis de Ribera y Fieve. La primera edición salió de la matritense imprenta de Alhambra en 1848, y se repartió gratis a aquellas personas que se suscribieron aquel año al Semanario Pintoresco Español, coordinador de la obra y del que Fernández de los Ríos era colaborador. Al año siguiente, ya se iba por la tercera edición, ampliada y revisada e impresa ya en las oficinas de la propia revista.
Sobre el método seguido para cribar a los posibles biografiados, todos muertos antes de 1848 o en aquel año, el autor explicó lo siguiente en la introducción a la tercera edición:

«[...] respecto á los estrangeros, que gocen de nombradía europea por cualquier concepto que sea, pues en el contraste de toda clase de personas y de todo género de ocupaciones, y en haber hecho lo posible por satisfacer la curiosidad que el público manifiesta hácia el que consigue llamar la atencion general, está basada nuestra esperanza de haber formado una coleccion cuando menos curiosa para toda clase de personas; respecto á los españoles, hemos creido deber ocuparnos tambien de algunos, que sin gozar de renombre en el estrangero, han conseguido hacerse verdaderamente populares en el pais»
Fernández de los Ríos, en el prólogo